# Contea di Washington (Missouri)
La contea di Washington in inglese Washington County è una contea dello Stato del Missouri, negli Stati Uniti. La popolazione al censimento del 2000 era di 23 344 abitanti. Il capoluogo di contea è Potosi